# Bruno Henrique Pinto
Bruno Henrique Pinto, noto semplicemente come Bruno Henrique (Belo Horizonte, 30 dicembre 1990), è un calciatore brasiliano, centrocampista o attaccante del Flamengo.

## Carriera

### Club
Entra a far parte delle giovanili del Cruzeiro nel 2006. Nel 2012 viene mandato in prestito all'Uberlândia, squadra in cui compie il suo debutto da professionista e che lo riscatterà l'anno seguente.
Nel luglio 2014 si trasferisce in prestito all'Itumbiara. Dopo aver segnato 9 reti in 15 partite di campionato passa a titolo definitivo al Goiás il 7 gennaio 2015.
Compie il suo debutto nella Série A brasiliana il 10 maggio seguente, partendo da titolare in un pareggio senza reti contro il  Vasco. Segna i suoi primi due goal in tale competizione sei giorni dopo, nella vittoria per 2-0 contro l'Atlético Paranaense. A seguito di una stagione in cui viene impiegato con continuità, il 29 gennaio 2016 si trasferisce in Bundesliga, al Wolfsburg.
Dopo aver giocato poco in Germania (17 partite in un anno e mezzo tra tutte le competizioni), torna in Brasile firmando per il Santos.
Il 23 gennaio 2019 firma con il Flamengo. Vince il Campionato Carioca 2019. Con quattro gol tra quarti di finale e semifinale, contribuisce alla vittoria della Coppa Libertadores 2019; viene anche eletto miglior giocatore del torneo.

### Nazionale
Il 7 settembre 2019 debutta con la nazionale maggiore brasiliana subentrando all'80' a Philippe Coutinho durante l'amichevole pareggiata per 2-2 contro la Colombia.

## Statistiche

### Presenze e reti nei club
Statistiche aggiornate al 20 giugno 2025.
| Stagione          | Squadra           | Campionato        | Campionato | Campionato | Coppe nazionali | Coppe nazionali | Coppe nazionali | Coppe continentali | Coppe continentali | Coppe continentali | Altre coppe | Altre coppe | Altre coppe | Totale | Totale |
| Stagione          | Squadra           | Comp              | Pres       | Reti       | Comp            | Pres            | Reti            | Comp               | Pres               | Reti               | Comp        | Pres        | Reti        | Pres   | Reti   |
| ----------------- | ----------------- | ----------------- | ---------- | ---------- | --------------- | --------------- | --------------- | ------------------ | ------------------ | ------------------ | ----------- | ----------- | ----------- | ------ | ------ |
| 2012              | Uberlândia        | MMII              | 1          | 0          | -               | -               | -               | -                  | -                  | -                  | TmG         | 9           | 4           | 10     | 4      |
| 2013              | Uberlândia        | MMII              | 7          | 0          | -               | -               | -               | -                  | -                  | -                  | -           | -           | -           | 7      | 0      |
| gen.-lug. 2014    | Uberlândia        | MMII              | 12         | 5          | -               | -               | -               | -                  | -                  | -                  | -           | -           | -           | 12     | 5      |
| Totale Uberlandia | Totale Uberlandia | Totale Uberlandia | 20         | 5          |                 | -               | -               |                    | -                  | -                  |             | 9           | 4           | 29     | 9      |
| 2014              | Itumbiara         | GSD               | 12         | 7          | -               | -               | -               | -                  | -                  | -                  | -           | -           | -           | 12     | 7      |
| 2015              | Goiás             | PD/GO+A           | 16+33      | 5+7        | CB              | 6               | 0               | CS                 | 2                  | 0                  | -           | -           | -           | 57     | 12     |
| gen.-giu. 2016    | Wolfsburg         | BL                | 7          | 0          | CG              | 0               | 0               | UCL                | 2                  | 0                  | -           | -           | -           | 9      | 0      |
| 2016-gen. 2017    | Wolfsburg         | BL                | 7          | 0          | CG              | 1               | 0               | -                  | -                  | -                  | -           | -           | -           | 8      | 0      |
| Totale Wolfsburg  | Totale Wolfsburg  | Totale Wolfsburg  | 14         | 0          |                 | 1               | 0               |                    | 2                  | 0                  |             | -           | -           | 17     | 0      |
| 2017              | Santos            | A1/SP+A           | 12+28      | 3+8        | CB              | 4               | 4               | CL                 | 9                  | 3                  | -           | -           | -           | 53     | 18     |
| 2018              | Santos            | A1/SP+A           | 1+27       | 0+1        | CB              | 2               | 1               | CL                 | 2                  | 0                  | -           | -           | -           | 32     | 2      |
| Totale Santos     | Totale Santos     | Totale Santos     | 13+55      | 3+9        |                 | 6               | 5               |                    | 11                 | 3                  |             | -           | -           | 85     | 20     |
| 2019              | Flamengo          | A/RJ+A            | 11+33      | 8+21       | CB              | 3               | 0               | CL                 | 13                 | 5                  | Cmc         | 2           | 1           | 62     | 35     |
| 2020              | Flamengo          | A/RJ+A            | 10+31      | 5+9        | CB              | 4               | 1               | CL                 | 6                  | 4                  | SB+RS       | 1+1         | 1+1         | 53     | 21     |
| 2021              | Flamengo          | A/RJ+A            | 7+24       | 1+11       | CB              | 5               | 2               | CL                 | 11                 | 6                  | SB          | 1           | 0           | 48     | 20     |
| 2022              | Flamengo          | A/RJ+A            | 7+8        | 0+1        | CB              | 1               | 0               | CL                 | 6                  | 1                  | SB          | 1           | 1           | 23     | 3      |
| 2023              | Flamengo          | A/RJ+A            | 0+29       | 0+2        | CB              | 5               | 2               | CL                 | 4                  | 3                  | SB+RS+Cmc   | 0+0+0       | 0+0+0       | 38     | 7      |
| 2024              | Flamengo          | A/RJ+A            | 13+29      | 2+6        | CB              | 6               | 1               | CL                 | 8                  | 0                  | -           | -           | -           | 56     | 9      |
| 2025              | Flamengo          | A/RJ+A            | 7+11       | 3+1        | CB              | 1               | 0               | CL                 | 6                  | 0                  | SB+CmC      | 1+2         | 2+1         | 28     | 7      |
| Totale Flamengo   | Totale Flamengo   | Totale Flamengo   | 55+165     | 19+51      |                 | 25              | 6               |                    | 54                 | 19                 |             | 9           | 7           | 308    | 102    |
| Totale carriera   | Totale carriera   | Totale carriera   | 383        | 106        |                 | 38              | 11              |                    | 69                 | 22                 |             | 18          | 11          | 508    | 150    |

## Palmarès

### Club

#### Competizioni statali
- Campionato Goiano: 1

Goiás: 2015
- Campionato Carioca: 5

Flamengo: 2019, 2020, 2021 2024, 2025
- Taça Rio: 1

Flamengo: 2019
- Taça Guanabara: 4

Flamengo: 2020, 2021, 2024, 2025

#### Competizioni nazionali
- Campionato brasiliano: 2

Flamengo 2019, 2020
- Coppa del Brasile: 1

Flamengo: 2024
- Supercoppa del Brasile: 3

Flamengo: 2020,  2021,  2025

#### Competizioni internazionali
- Coppa Libertadores: 2

Flamengo: 2019, 2022
- Recopa Sudamericana: 1

Flamengo: 2020

### Individuale
- Calciatore sudamericano dell'anno: 1

2019
- Miglior attaccante Bola de Prata: 1

2019
- Miglior giocatore del Prêmio Craque do Brasileirão: 1

2019
- Miglior squadra del Campionato Carioca: 2

2019, 2020
- Miglior squadra del Campionato brasiliano: 1

2019
- Miglior squadra del Copa Libertadores: 1

2019